# Honestidade
Honestidade é uma faceta de caráter moral que conota atributos positivos e virtuosos, como integridade, veracidade, franqueza, incluindo franqueza de conduta, juntamente com a ausência de mentiras, trapaça, roubo, etc. Honestidade também envolve ser confiável, leal, justo e sincero.  A honestidade é valorizada em muitas culturas étnicas e religiosas.  A honestidade é uma característica amplamente divulgada pela maioria das pessoas, honestas ou não.
Em 30 de abril, nos Estados Unidos, é o Dia da Honestidade para incentivar a honestidade e a comunicação direta sobre política, relacionamentos, relações com o consumidor e educação histórica.

## Filosofia Moral

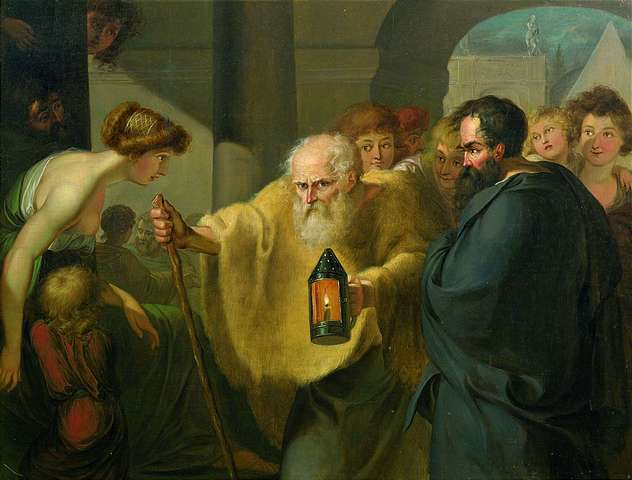
Diógenes à procura de um homem honesto, atribuído a J. H. W. Tischbein (c. 1780)

A honestidade está relacionada a dizer a verdade, mas os filósofos concordam que dizer a verdade - toda a verdade - é, às vezes, praticamente e teoricamente impossível, além de moralmente desnecessário ou até errado. A relação entre honestidade e verdade é muito mais sutil.  Ser honesto envolve a capacidade de selecionar, de uma maneira que é sensível ao contexto, certos detalhes sobre nossas vidas. No mínimo, a honestidade exige uma compreensão de como nossas ações se encaixam ou não nas regras e expectativas da outra pessoa - qualquer pessoa com quem nos sentimos obrigados a relatar (inclusive a nós mesmos).
A honestidade também está relacionada à autenticidade. Existe a relação entre honestidade e o eu. Ser honesto conosco parece ser uma parte essencial do que é preciso para ser autêntico. Somente aqueles que podem se enfrentar, com toda a sua peculiaridade, parecem capazes de desenvolver uma persona que é verdadeira consigo mesma - portanto, autêntica.
Eric Weil, na primeira seção da Filosofia Moral (1961, p. 17-68), mostra que a moral formal exige um conteúdo para se fazer o espaço de universalidade de tudo aquilo que advém da realidade histórica. Esse conteúdo vem das várias morais concretas. Na segunda seção da Filosofia Moral (WEIL, 1961, p. 71-77) revela que a função da moral é dizer que a vida moral do homem se orienta segundo a moral existente na comunidade. Para Weil, o mundo moral é sensato e pode ser compreendido. Porém, sua compreensão supõe as categorias que constituem a moral.